# Steven Ford
Pour les articles homonymes, voir Ford (homonymie).
Steven Ford est un acteur et réalisateur américain né le 19 mai 1956 à East Grand Rapids, Michigan (États-Unis).

## Biographie
Il est le fils de Betty et Gerald Ford, président des États-Unis entre 1974 et 1977.

## Filmographie

### Comme acteur
- 1981 : Winchester et Jupons courts (Cattle Annie and Little Britches) de Lamont Johnson : Deputy marshal
- 1981 : New York 1997 (Escape from New York) : Secret Service #2
- 1973 : Les Feux de l'amour ("The Young and the Restless") (série TV) : Andy Richards (1981-1987, 2002-)
- 1982 : Docteurs in love (Young Doctors in Love) de Garry Marshall : Cameo appearance
- 1984 : The Cowboy and the Ballerina (TV) : Wes Butler
- 1987 : Body Count (en) de Ruggero Deodato : Tom Leary
- 1988 : Shooter (en) (TV) : Capt. Walker
- 1989 : Quand Harry rencontre Sally (When Harry Met Sally) de Rob Reiner : Joe
- 1990 : Columbo :  Votez pour moi (Columbo:Agenda for Murder)  (TV) : Toby Ritt
- 1991 : Twenty Dollar Star de Paul Leder : Jim
- 1994 : Team Suomi (série TV) : Willi
- 1995 : Heat de Michael Mann : Officer Bruce
- 1996 : L'Effaceur (Eraser) de Chuck Russell : Knoland
- 1997 : Tueur d'élite (en) (Against the Law) de Jim Wynorski : Lt. Bill Carpenter
- 1997 : The Beneficiary de Marc Bienstock (TV) : Bill Girard
- 1997 : Trahison intime (Sleeping with the Devil) (TV)
- 1997 : Midnight Blue de Skott Snider : Detective Dobkin
- 1997 : Contact de Robert Zemeckis : Major Russell
- 1997 : Two Came Back (TV) : Lt. Belwick
- 1997 : Starship Troopers de Paul Verhoeven : Lieutenant Willy
- 1998 : Babylon 5: In the Beginning (en) (TV) : Prometheus First Officer
- 1998 : Armageddon de Michael Bay : Nuke Tech
- 1999 : Carrie 2 : La Haine (The Rage: Carrie 2) de Katt Shea : Coach Walsh
- 2001 : La Chute du faucon noir (Black Hawk Down) de Ridley Scott : Lt. Col. Joe Cribbs

### Comme réalisateur
- 1985 : The Dungeonmaster

## Dans la fiction
- Dans la série télévisée The First Lady (2022), son rôle est interprété par Ben Cook.